# Danh sách kẻ thù của Spider-Man
Spider-Man hay Người Nhện là một nhân vật siêu anh hùng (superhero) giả tưởng xuất hiện trong loạt truyện tranh Hoa Kỳ được xuất bản bởi Marvel Comics. Spider-Man là một trong những nhân vật có tính biểu tượng cao nhất trong văn hóa đại chúng Hoa Kỳ (đứng thứ #3 trong "Top 100 Anh Hùng Truyện Tranh Vĩ Đại Nhất Mọi Thời Đại" năm 2011 của IGN). Spider-Man được sáng tạo bởi Stan Lee và Steve Ditko, ra mắt lần đầu trong tập truyện Amazing Fantasy #15 (Tháng Tám, 1962), và cũng là nhân vật Stan Lee tâm đắc nhất trong cuộc đời sáng tác truyện tranh vĩ đại của ông.
Spider-Man, tên thật là Peter Parker, có một danh sách kẻ thù trứ danh được các nhà báo và độc giả truyện tranh đánh giá là một trong những danh sách các siêu tội phạm truyện tranh vĩ đại nhất được tạo ra, cùng với danh sách những kẻ thù của Batman.

## Danh sách
Spider-Man và các kẻ thù cũng của anh sinh sống và hoạt động tại Thành phố New York. Dưới đây là danh sách những kẻ thù kinh điển lâu năm của Spider-Man, xuất hiện một cách thường xuyên trong truyện tranh, phim ảnh, hoạt hình, và trò chơi điện tử về chủ đề Spider-Man. Thứ tự xuất hiện trong danh sách một phần dựa trên vị trí trong bảng xếp hạng "Top 100 Siêu Tội Phạm Truyện Tranh Vĩ Đại Nhất Mọi Thời Đại" năm 2009 của IGN.
| Tên                               | Tác giả                         | Xuất hiện lần đầu                                  | Tiểu sử |
| --------------------------------- | ------------------------------- | -------------------------------------------------- | --- |
| Norman Osborn a.k.a. Green Goblin | Stan Lee Steve Ditko            | The Amazing Spider-Man #14 (Tháng 7, 1964)         | Norman Osborn là người sáng lập và CEO của tập đoàn khổng lồ Oscorp. Hắn bị cuốn vào một thí nghiệm tạo ra hợp chất giúp tăng sức khỏe và trí lực cho con người, nhưng đồng thời trở nên điên loạn và trở thành Green Goblin hay Yêu tinh Xanh (Green Goblin đầu tiên và cũng là Green Goblin nổi tiếng nhất). Sau Norman, bóng ma Green Goblin tiếp tục được những kẻ khác thừa kế (trong đó có Harry Osborn, con trai của Norman và bạn thân của Peter Parker), biến Green Goblin trở thành một trong những kẻ thù lâu năm và dai dẳng nhất của Spider-Man. Bản thân Norman thời hậu Green Goblin vẫn tiếp tục dẫn sâu vào con đường tội ác. Green Goblin thường cưỡi trên một tấm ván bay phản lực và sử dụng các loại vũ khí tầm xa như bom hay khí độc khi chiến đấu. Green Goblin của Norman cũng là kẻ đã sát hại Gwen Stacy. Norman Osborn đứng thứ #13 trong bảng xếp hạng của IGN. |
| Venom                             | David Michelinie Todd McFarlane | The Amazing Spider-Man #300 (Tháng 5, 1988)        | Nguồn gốc của Venom là một thực thể ngoài hành tinh có tên là Symbiote. Venom có dạng lỏng sền sệt và phải cần một vật chủ để tồn tại. Khi ký sinh, nó cung cấp cho vật chủ sức mạnh vượt bậc tuy nhiên cũng thúc đấy bản tính hung dữ của họ. Venom trải qua rất nhiều vật chủ mà vật chủ đầu tiên chính là Spider-Man, sao chép được năng lực của anh hùng leo tường. Nhưng vật chủ nổi tiếng nhất của nó là Eddie Brock, vật chủ thứ hai và là một cựu phóng viên căm hận Spider-Man đến tận xương tủy, biến Venom trở thành một trong những kẻ thù mạnh nhất mà Spider-Man từng phải đối mặt. Venom đứng ở vị trí #22 trong bảng xếp hạng của IGN. |
| Doctor Octopus                    | Stan Lee Steve Ditko            | The Amazing Spider-Man #3 (Tháng 7, 1963)          | Doctor Octopus hay Tiến sỹ Bạch Tuộc tên thật là Otto Octavius, là một nhà khoa học điên thiên tài luôn bị ám ảnh với việc phải chứng minh được tài năng của mình bằng cách tiêu diệt Spider-Man. Từng là một người tốt muốn cống hiến tài năng của mình giúp đỡ mọi người, nhưng trong một thí nghiệm kết nối bốn cánh tay máy hình vòi bạch tuộc vào xương sống Otto, cho phép ông ta điểu khiển chúng theo ý muốn, sự cố xảy ra khiến chúng đồng thời thao túng tâm trí ông ta. Hắn được biết đến là siêu phản diện đầu tiên đánh bại được Spider-Man. Doctor Octopus xếp thứ #28 trong bảng xếp hạng của IGN. |
| Kraven the Hunter                 | Stan Lee Steve Ditko            | The Amazing Spider-Man #15 (Tháng 8, 1964)         | Kraven the Hunter hay Kraven Thợ săn tên thật là Sergei Kravinoff, là một thợ săn tiền thưởng trứ danh. Mục đích của Kraven là phải "săn" được Spider-Man để chứng minh hắn là thợ săn hàng đầu. Hắn được biết đến là kẻ suýt đoạt được mạng của Spider-Man. Kraven là anh em (cùng cha hoặc cùng mẹ) của quái nhân Chameleon (Dmitri Smerdyakov). Kraven the Hunter xếp thứ #53 trong bảng xếp hạng của IGN. |
| Hobgoblin                         | Roger Stern John Romita Jr.     | The Amazing Spider-Man #238 (Tháng 3, 1983)        | Hobgoblin có thể coi là một di sản của Green Goblin. Giống như Green Goblin, Hobgoblin cũng trải qua nhiều đời khác nhau nhưng nổi tiếng nhất vẫn là Hobgoblin đầu tiên có tên thật là Roderick Kingsley. Roderick vốn là một tỷ phú trong ngành thiết kế thời trang bị ám ảnh bởi Green Goblin của Norman Osborn sau khi phát hiện ra phòng thí nghiệm bí mật của Norman. Hắn hoàn thiện thứ hợp chất đã khiến Norman hóa điên năm xưa, thiết kế một bộ trang phục mới và chính thức trở thành ác nhân với phong cách chiến đầu giống với Green Goblin. Hobgoblin xếp ở ví trí #57 trong bảng xếp hạng của IGN. |
| Lizard                            | Stan Lee Steve Ditko            | The Amazing Spider-Man #6 (Tháng 11, 1963)         | Lizard (Thằn lằn) tên thật là Curt Connors, một cựu bác sĩ quân y. Hắn đã điều chế một loại huyết thanh từ DNA của thằn lằn rồi dùng lên bản thân với hi vọng lấy lại cánh tay phải bị mất hồi tại ngũ. Huyết thanh đã thật sự hiệu nghiệm, nhưng tác dụng phụ của nó đồng thời khiến Connors biến thành một quái nhân bò sát. Connors đã được Spider-Man cứu và giúp hắn trở lại, nhưng với tâm trí con người mắc kẹt trong hình hài bò sát. Connors luôn phải dằn vặt với tính người và tính thú trong nội tại cơ thể hắn. Lizard xếp thứ #62 trong bảng xếp hạng của IGN. |
| Sandman                           | Stan Lee Steve Ditko            | The Amazing Spider-Man #4 (Tháng 9, 1963)          | Sandman hay Người Cát có tên thật là Flint Marko. Trải qua một tuổi thơ bất hạnh, Flint nhanh chóng trở thành một tay côn đồ du đãng. Trong một lần trốn ngục, hắn vô tình đi vào vùng thử nghiệm hạt nhân và bị nhiễm phóng xạ khiến hắn có được sức mạnh từ cát và chính thức trở thành quái nhân. Sandman xếp ở vị trí thứ #72 trong bảng xếp hạng của IGN. |
| Mysterio                          | Stan Lee Steve Ditko            | The Amazing Spider-Man #13 (Tháng 6, 1964)         | Có nhiều hơn một nhân vật sử dụng biệt danh Mysterio, nổi tiếng nhất trong số đó là Quentin Beck, một người đóng thế chật vật trong sự nghiệp diễn xuất. Cho rằng sở trường ảo ảnh có thể biến mình thành ác nhân hàng đầu, hắn trở thành siêu tội phạm với bí danh Mysterio. Phi vụ đầu tiên của Mysterio là đổ lỗi cho Spider-Man cướp một bảo tàng còn hắn giả làm anh hùng, nhưng hắn bị chính Spider-Man lật tẩy. Từ đó hắn là một trong những kẻ thù dai dẳng của anh hùng leo tường. Mysterio xếp ở vị trí thứ #85 trong bảng xếp hạng của IGN. |
| Electro                           | Stan Lee Steve Ditko            | The Amazing Spider-Man #9 (Tháng 2, 1964)          | Electro xếp ở vị trí thứ #87 trong bảng xếp hạng của IGN. |
| Carnage                           | David Michelinie Mark Bagley    | The Amazing Spider-Man #360 (Tháng 3, 1992)        | Kletus Casady vốn là một tên giết người hàng loạt tàn bạo. Một lần nọ, hắn bị giam chung ngục với Eddie Brock. Khi Venom nhập trở lại vào Brock giúp hai tên phạm nhân vượt ngục, nó vô thức đẻ con trong ngục, và sinh vật mới này hợp thể với Casady, biến hắn thành Carnage, thực thể mạnh hơn cả Venom. Vì điều này mà Spider-Man có lần phải hòa hoãn với Venom để đánh bại Carnage. Carnage xếp ở vị trí thứ #90 trong bảng xếp hạng của IGN. |
| Kingpin                           | Stan Lee John Romita Sr.        | The Amazing Spider-Man #50 (Tháng 7, 1967)         | Kingpin, tên thật là Wilson Fisk, là một trong những ông trùm tội phạm khét tiếng hoạt động ở New York. Tuy không có siêu năng lực nhưng hắn có thể hình to lớn, vạm vỡ và hiểu biết không ít về võ thuật. Ngoài ra, hắn còn am hiểu sâu về kinh doanh và chính trị, cho phép hắn tạo ra vẻ ngoài doanh nhân thành đạt và hệ thống chân rết lan sâu vào các cơ quan chính quyền. Kingpin xếp ở vị trí thứ #10 trong bảng xếp hạng của IGN. |
| Harry Osborn                      | Stan Lee Steve Ditko            | The Amazing Spider-Man #31 (Tháng 12, 1965)        | Harry Osborn. |
| Alistair Smythe                   | Louise Simonson Mary Wilshire   | The Amazing Spider-Man Annual #19 (Tháng 11, 1985) | Alistair Smythe. |

## Kẻ thù truyền kiếp
Thông thường, mỗi siêu anh hùng thường chỉ có một kẻ thù truyền kiếp (archenemy) để tạo thành một cặp, ví dụ như cặp Batman - Joker và Superman - Lex Luthor của DC Comics, hay cặp X-Men - Brotherhood of Mutants và Fantastic Four - Doctor Doom của Marvel Comics. Tuy nhiên Spider-Man lại là một trường hợp đặc biệt khi các độc giả thường tranh cãi ai mới xứng đáng là archenemy của Spider-Man trong 3 nhân vật dưới đây bởi cả 3 đều có cốt truyện ly kỳ cùng những mối quan hệ phức tạp xoay quanh Peter Parker.
- Doctor Octopus (Otto Octavius): Nhiều nhà báo đánh giá Doctor Octopus xứng đáng là kẻ thù nguy truyền kiếp của Spider-Man.[15][16] Otto có một cuộc hành trình ly kỳ đi từ người tốt thành kẻ xấu. Từng rất gần gũi với gia đình của Peter, Otto đã suýt kết hôn với Dì May. Doctor Octopus là siêu phản diện đầu tiên đánh bại được Spider-Man. Ngoài ra, hắn còn là thủ lĩnh của Sinister Six, một tổ chức tập hợp sáu kẻ thù chính của Người Nhện.
- Green Goblin của Norman Osborn: Norman là cha của Harry Osborn, người bạn thân của Peter từ thời trung học. Norman và tập đoàn Oscorp của hắn cũng có nhiều mối quan hệ mờ ám với các siêu phản diện khác, điển hình là Doctor Octopus. Hắn cũng chính là kẻ đã sát hại Gwen Stacy, bạn gái của Peter. Di sản Green Goblin của Norman tiếp tục được những kẻ khác thừa hưởng và tạo ra rất nhiều hệ lụy nguy hại về sau cho Spider-Man.
- Venom của Eddie Brock: Dù ra đời sau hai nhât vật trên khá lâu, nhưng Venom nhanh chóng leo lên trở thành kẻ thù thường niên của Spider-Man nhờ tạo hình ấn tượng và cốt truyện ly kỳ. Venom thường được ví von như là một bản ngã độc ác của Spider-Man. Eddie vốn dĩ là một phóng viên bị Spider-Man phanh phui việc đưa tin giả. Sự nghiệp của hắn tan tành sau đó kéo theo sự ly hôn của người vợ. Từ đó, hắn giữ một mối thù ghê gớm với Spider-Man và thề sẽ giết anh cho bằng được. Và hắn đã tiến rất gần tới ước nguyện đó nhờ sự kết hợp với thực thể ngoài hành tinh Venom, sinh vật trước đó đã kí sinh trên chính Spider-Man và sao chép được sức mạnh của anh hùng leo tường.